# Taşkışla
Taşkışla est une ancienne caserne ottomane de style néo-Renaissance, située dans la rue Taşkışla dans le district de Şişli à Istanbul. Elle est actuellement utilisée comme faculté d'architecture de l'Université technique d'Istanbul.

## Histoire
Taşkışla a été construite pendant la période ottomane entre 1846 et 1852 par l'architecte britannique Williams James Smith et son assistant ottoman İstefan.

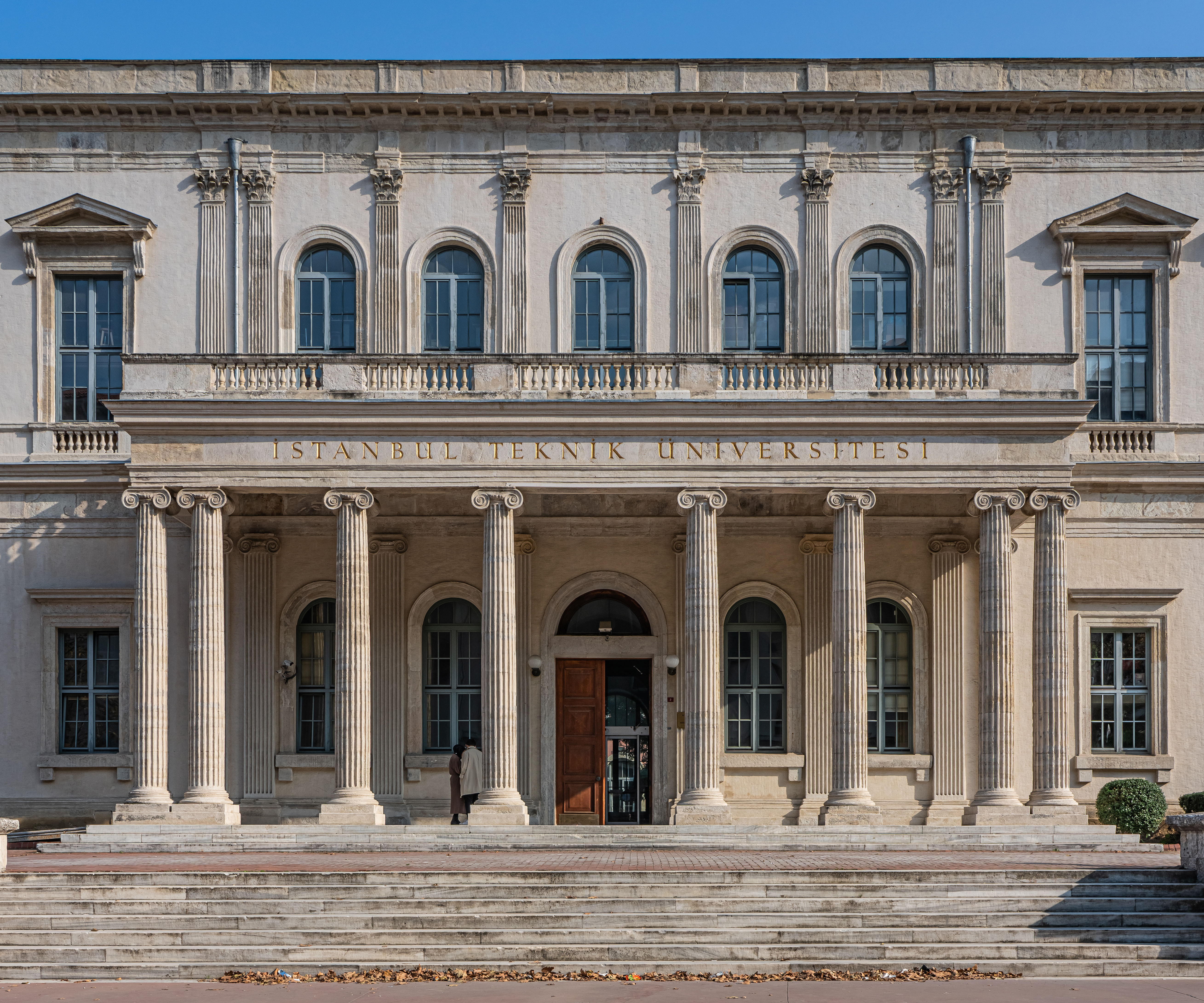
Entrée du bâtiment

Après la proclamation de la République, il a été transféré au ministère de l'Éducation de Taşkışla. De 1926 jusqu'à sa fermeture en 1931, une partie de la caserne appartenait à Orient Products Co. Elle abritait une usine d'héroïne  créée avec des capitaux japonais,. Après avoir subi une deuxième rénovation majeure entre 1943 et 1950, il a commencé à être utilisé comme rectorat de l'Université technique d'Istanbul et comme faculté d'architecture et de construction. En 1983, il a été classé monument historique de premier ordre devant être protégé par le Conseil suprême des antiquités et des monuments. En 1980, lorsque l'UIT a transféré ses campus de la ville vers le campus Ayazağa à Maslak, l'évacuation du site de Taşkışla est devenue une question à l'ordre du jour. Le gouvernement de l'époque l'a alors loué pour être utilisé comme hôtel pendant 49 ans. À la suite de cela, une plainte a été déposée devant le tribunal administratif en 1988 par des membres du corps professoral pour annuler la décision. Le tribunal administratif a d'abord décidé de surseoir à l'exécution, puis a annulé toutes les procédures administratives en 1989 et a décidé que Taşkışla resterait à l'UIT. Le bâtiment, qui a été endommagé par le séisme de Gölcük en 1999, a subi une troisième rénovation. Aujourd'hui, il est utilisé comme Faculté d'architecture de l'UIT Taşkışla.

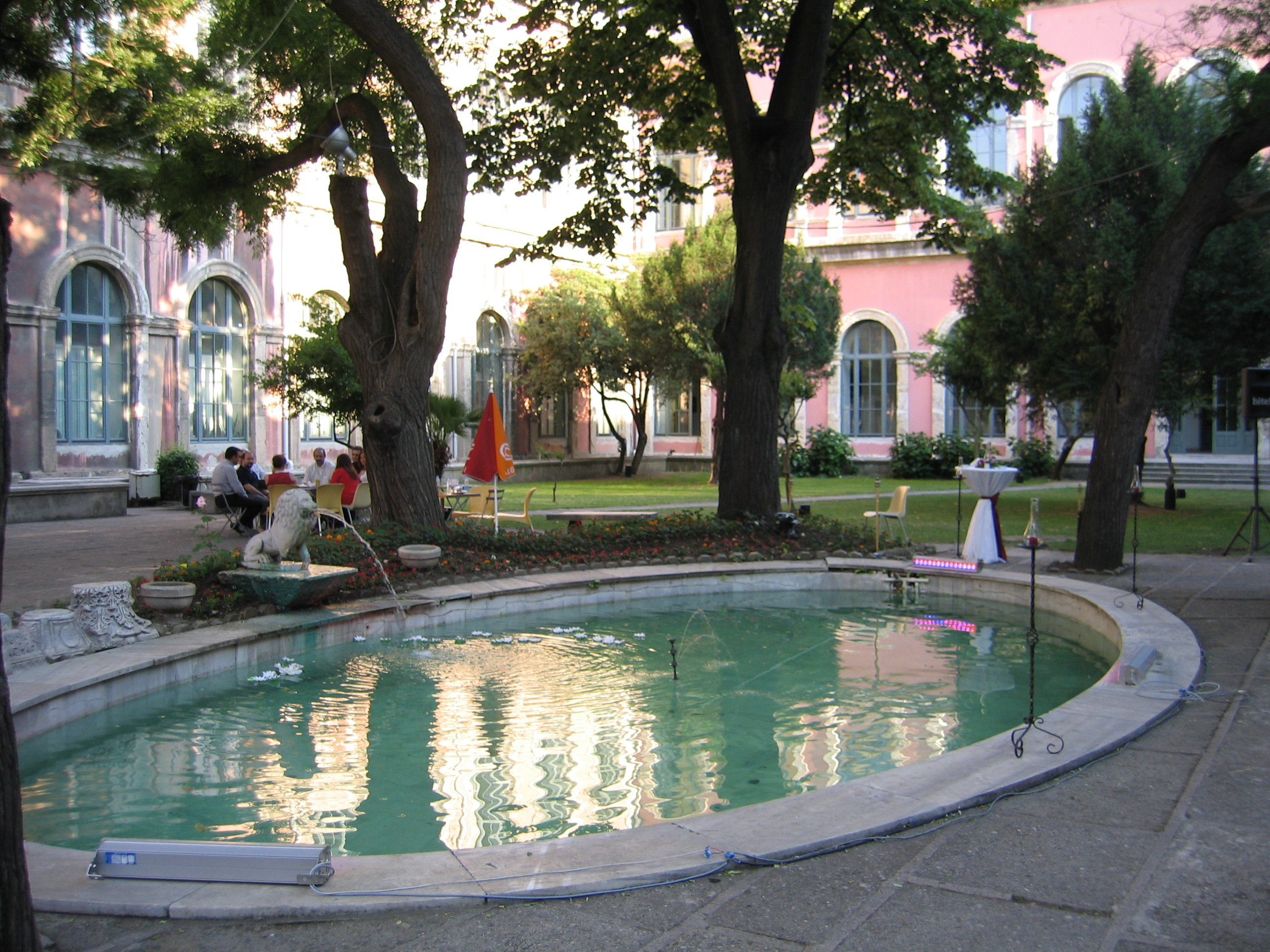
Cour intérieure